# محمود بن حسن وراق
محمود بن حسنِ وَرّاق با کُنیهٔ ابوالحسن و شهرت‌های نَسّاخ و بغدادی (؟ -۸۴۴م) شاعر ایرانی در دورهٔ اول عباسی بود. او دوست عاصم بن وهب بود که هر دو به «زیاده‌روی در شرب خمر و معاصی» شهرت‌یافتند. او کنیزی ادبیات‌دان به نام «سَکَن» داشته اشت. بیشتر شعر او در ادب، مواعظ، حمکت و مثل است که «در این فن از صالح بن عبدالقدوس پس افتاده است.» غزلیاتی نیز از او برجای مانده است. دیوان اشعار او در سال ۱۹۹۱م گردآوری، بازبینی و چاپ شد.